# Trentino TV
Trentino TV è un'emittente televisiva del Trentino-Alto Adige.
Nata ufficialmente nel 1981, Trentino TV si è ritagliata da subito un significativo spazio nel panorama televisivo regionale. Attraverso il potenziamento dell'alta frequenza è diventata di fatto la televisione più diffusa, con maggior irradiazione sul territorio regionale, in grado di servire con le proprie frequenze oltre l'80% dell'intera popolazione della Regione Trentino Alto Adige. Trentino TV oggi è la prima emittente televisiva privata locale sia come copertura che come dati d'ascolto.

## Programmi
- Biciclissima
- Dopo Partita
- Volley Planet
- A tutto campo
- Mondo Sci
- Sport Avventura
- Rassegna Stampa
- TG Trentino
- TCA News
- Autonomamente
- Palazzo Trentini
- Casa Dolce Casa
- Trentino Esperienze ed Emozioni
- Cucina Regionale
- Trentino Gusto e Sapori
- Lampi di Genio
- Filo Diretto
- Meeting